# イラン国立博物館
イラン国立博物館はイランの首都テヘランに所在する国立博物館であり、イランで最も重要な博物館。

## 概要
国立博物館は1935年に建設が開始され、1937年に開館。建物は古代イランのレンガ造り。イランの歴史の資料が収蔵されている。